# Brahmaea wallichii
Brahmaea wallichii este o molie din familia Brahmaeidae. Specia poate fi întâlnită în nordul Indiei, în Bhutan, Myanmar, China, Taiwan și Japonia.
Specia a fost denumită după botanistul Nathaniel Wallich.

## Descriere

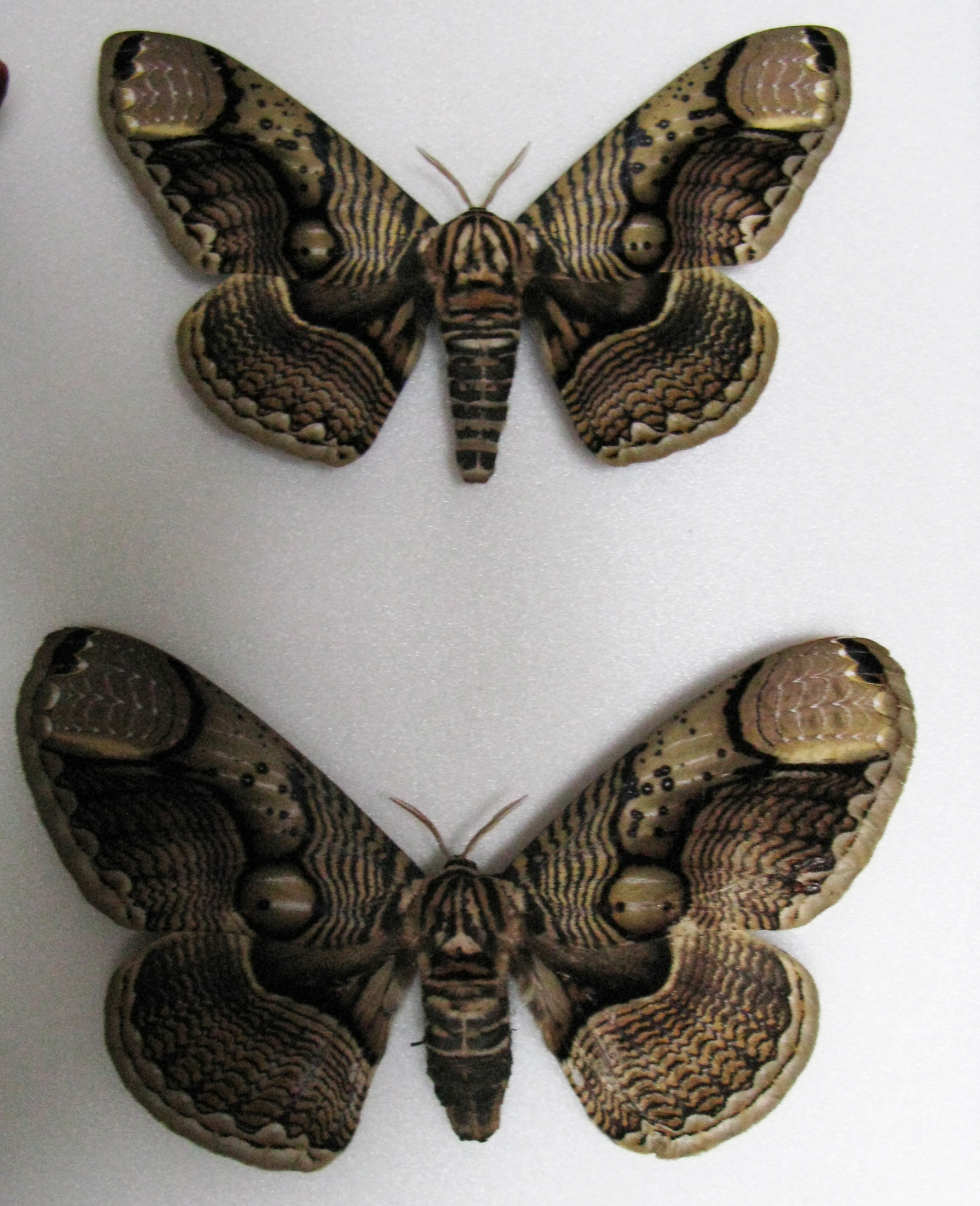
Pereche

Anvergura este de aproximativ 160 mm.
Larvele se hrănesc cu Fraxinus excelsior, Ligustrum și liliacul comun. Sunt capabile să neutralizeze toxinele produse de plantele Ligustrum. 

## Subspecii
- Brahmaea wallichii wallichii
- Brahmaea wallichii insulata Inoue, 1984 (Taiwan)
- Brahmaea wallichii saifulica de Freina, 1983 (western Himalaya)